# Maria Romanowa (1825–1846)
Maria Michajłowna (ros. Мария Михайловна) (ur. 9 marca 1825 w Moskwie, zm. 19 listopada 1846 w Wiedniu) — wielka księżna rosyjska, córka wielkiego księcia Michała Pawłowicza i wielkiej księżnej Eleny Pawłownej. Była pierwszym dzieckiem tej książęcej pary. Spowodowało to, że do jej wychowania oraz nauki przykładano bardzo wiele uwagi. Zmarła nagle w wieku 21 lat.